# Сударшана
Суда́ршана или Суда́ршана-ча́кра (санскр. सुदर्शन चक्रम्, IAST: Śudarśana Chakra) в индуизме — вращающийся огненный диск, один из атрибутов и символов Вишну, а также его аватар. Солнечное или огненное колесо является древнеиндийским символом верховной власти, защиты и сотворения. Как солнечный символ он впервые появляется на глиняных печатях, найденных на раскопках цивилизации Хараппан в долине Инда (около 2500 лет до н. э.).
Сударшана буквально переводится как «диск благоприятного лицезрения [бога]» в значении сокровенного или истинного видения. Сударшану окружают 108 огненных языков. Сударшана, как правило, находится в правой верхней руке Вишну, в то время как другие руки держат шанкху, Каумодаки и лотос.
На тамильском языке Сударшана известен как «Чакра Альвар» (англ. Chakkrath Azhwar, Chakrattalwar) или воплощение Вишну в форме чакры.
Отпечаток изображения Сударшаны ставится на правом плече шри-вайшнава, прошедшего ритуал посвящения (англ. Pancha Samskaram Sadacharyan). Аналогичный ритуал существует в Мадхва-сампрадае (и называется англ. Tapta Mudra Dharana), однако проводится он ежегодно.
В Южной Индии исполняются огненные жертвоприношения (яджны), посвящённые Сударшане. Их устраивают дома или в храмах в честь Вишну, Рамы или Кришны. Правила проведения яджны описаны в Панчаратра-агамах. Их назначением является облегчение страданий, вызванных враждебными действиями, а также избавление от болезней.

## Этимология
Слово «Сударшана» состоит из двух санскритских слов: «су» (хороший, благоприятный, истинный) и «даршана» (видение, лицезрение). В словаре профессора санскрита Монье Монье-Вильямса от 1871 года «чакра» имеет несколько значений, включая колесо повозки, колесо солнечной колесницы или колесо времени.
Британский учёный Роберт Бир в справочнике «Тибетские буддийские символы» переводит слово «чакра» как «колесо» и отмечает, что термин имеет множество различных значений в индуистской и буддийской традициях:
- схематическая янтра, или мандала,
- сплетение нервов, или «каналы-колёса» (санскр. nadi-chakra) тонкого тела,
- колесо колесницы или телеги,
- боевое построение,
- гневное оружие,
- символическая Дхармачакра учений Будды,
- знак отличия чакравартина, или «вселенского монарха».

Термин «чакравартин» происходит либо от обширной территории земли (санскр. chakra), которой он правит, либо от божественных атрибутов Вишну, проявляющихся на ладонях и стопах чакравартина.

## Происхождение и персонификация божества

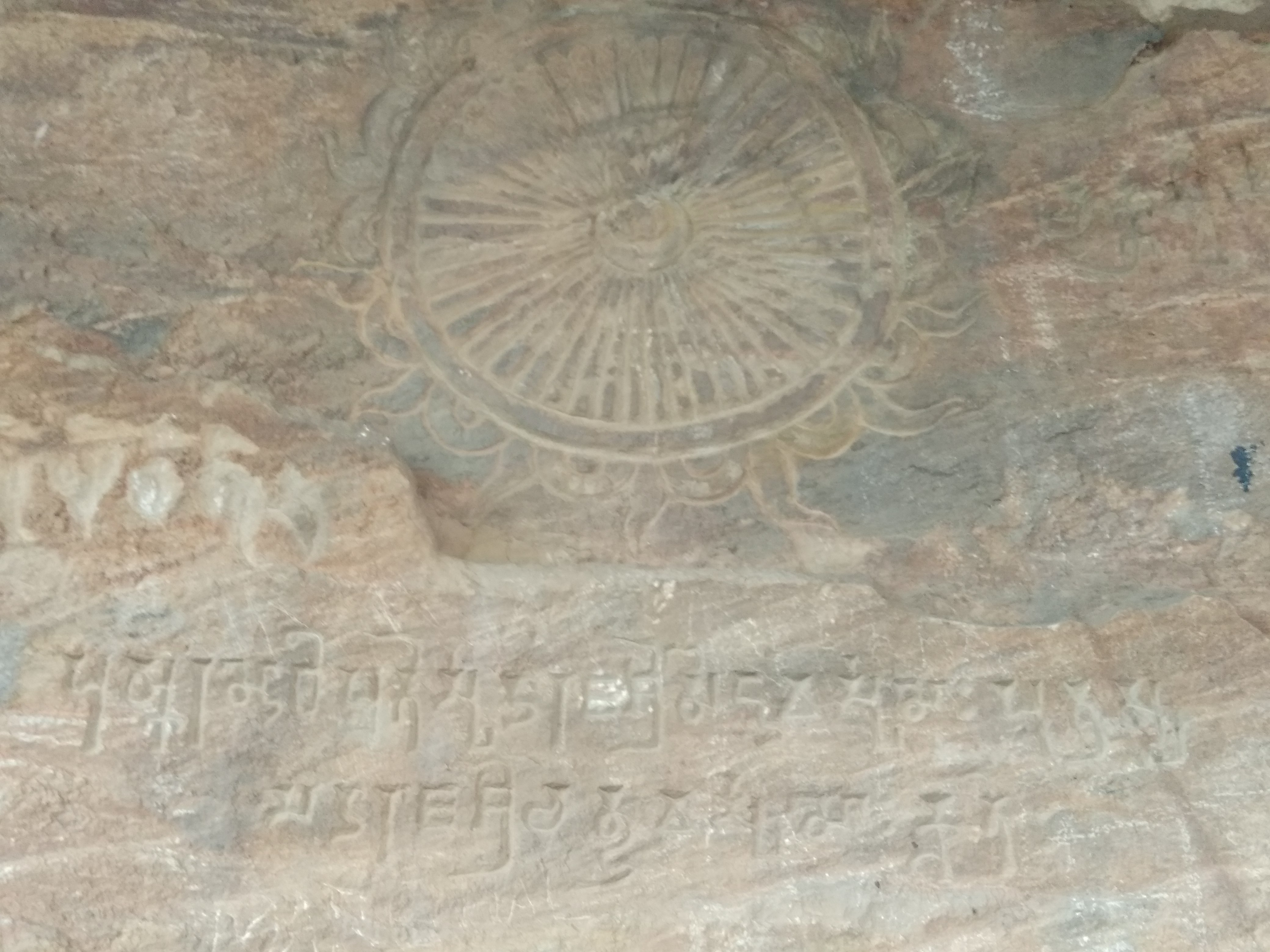
Ранее изображение чакры: храмовая пещера на горе Шушуния, II век н. э.

В Ригведе Сударшана является символом времени, в последующем оружие прошло персонификацию и стало рассматриваться как «аюдха-пуруша» (англ. ayudhapurusha или антропоморфная форма), оружие Вишну, служившее для уничтожения врагов. Практика очеловечивания атрибутов Вишну началась ещё при формирование ранней иконографии Вишну. Первые подобные изображения возникли в период правления Гуптов, то есть в IV—VI веках. Антропоморфные формы атрибутов Вишну могли быть как мужскими, так и женскими. В частности, шанкха — это мужской образ, в то время как гада представлялась прекрасной женщиной. Чакра вместе с символом лотоса изначально носили нейтральный (бесполый) характер. Однако в силу своих силовых качества Сударшана неизбежно обретает мужской образ. Как воинствующий мужчина он изображается в искусстве династий Гуптов, Чалукья и Паллавов. Антропоморфная форма Сударшаны эволюционировала из дисковидного оружия Вишну в божественный образ, в котором Сударшана служит Вишну в роли верного слуги. Сударшана как оружие может проявляться как разрушительная сила: он объединяет пылающее оружие и колесо времени, которое уничтожает вселенную.

Пролетая через поднебесье, Сударшана обликом подобен был окружённому венцом лучей второму солнцу при конце эпохи (юги).
— Махабхарата, Араньякапарва (Лесная книга), Глава 23
Выдвигается несколько гипотез о происхождении образа Сударшаны. Согласно первой Сударшана идентифицируется с солнцем: «колесо в качестве символа Бога, несомненно, является одной из осязаемых связей с ведийским Вишну, аспектом солнца». Другая точка зрения соотносит в том, что Вишну повелевает временем, ему известно прошлое, настоящее и будущее. Вращающийся диск, соответственно, является символом времени. Наконец, последняя гипотеза отождествляет Сударшану с божественным оружием Вишну. Эта точка зрения является наиболее распространённой в современном понимании. Сударшана служит оружием для аватар Вишну в их многочисленных подвигах и борьбе с демонами. В Пуранах описывается, что при необходимости, Вишну посылает Сударшану как верного слугу для выполнения защитной миссии Юдхиштхира.

## Иконография Сударшаны
Ранние скульптурные формы чакры Вишну представляли собой колесо с шестью или восемью спицами. В храмовой пещере на горе Шушуния (Бангладеш) найдено первое настенное вайшнавское изображение в Бенгалии, датируемое II веком н. э. Надпись на стене свидетельствует о поклонении Вишну раджей Чандраварманом. На стене пещеры различим образ Сударшана-чакры в форме колеса со множеством спиц.
В более зрелой иконографии Сударшана изображается в человеческой форме. Персонификацией Сударшаны считается «Чакра Перумал» (англ. Chakra Perumal) или «Чакра Альвар» (англ. Chakkrath Azhwar). Образы Сударшаны в форме человека встречаются в древних и средневековых храмах Вишну. Насчитывается не так много храмов, посвящённых исключительно Сударшане как главному божеству храма. Изображение (мурти) Сударшаны может принимать две формы: с восемью или шестнадцатью руками. Форма с восемью руками считается доброжелательной, а с шестнадцатью — освобождающей от проблем. Однако в текстах Панчаратры Сударшана имеет четыре, шесть, восемь, шестнадцать, или тридцать две руки. В каждой руке Сударшана держит оружие или символ Вишну. Образ Сударшаны располагается внутри шестиугольной янтры (геометрической формы мантры). Вокруг янтры находится круг, обозначающий огненный диск. Вдоль внешней части диска располагаются огненные языки. С обратной стороны мурти Сударшаны может располагаться Нарасимха (такие мурти называются «Сударшана-Нарасимха»).
В каменном храме в Деогархе (Уттар-Прадеш), посвященном дашаватарам (десяти аватарам Вишну) находится хорошо сохранившееся ранее изображение Сударшаны. Образ, как и храм, датируется VI веком. На барельефе представлены все пять типов оружия Вишну. Отражая их подчинённое отношение, скульптор изобразил их на панели персонажами небольшого роста в сравнении с гигантской фигурой лежащего Вишну.

Сударшана в храме Деогарха (Орисса)
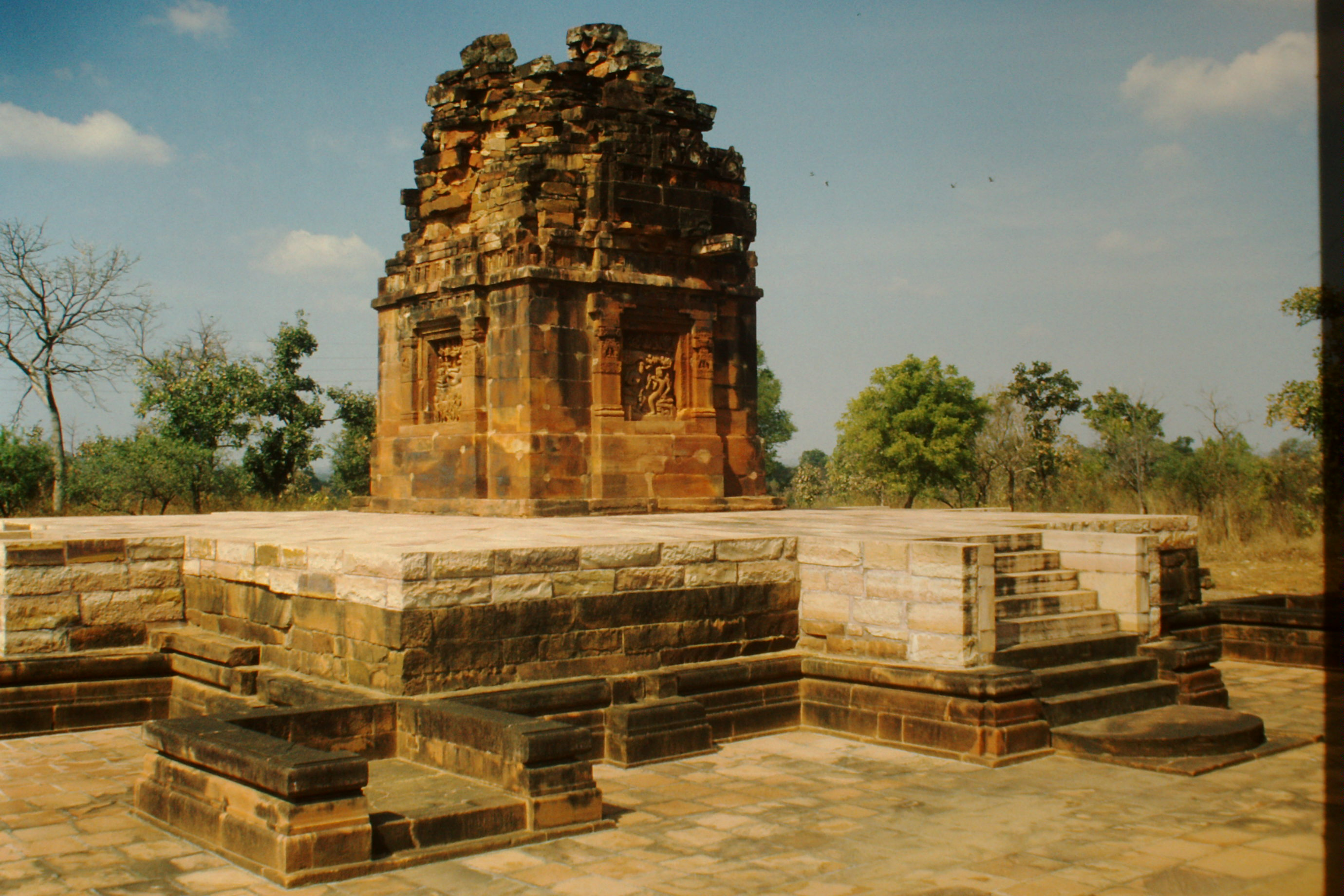
Общий вид храма в Деогархе
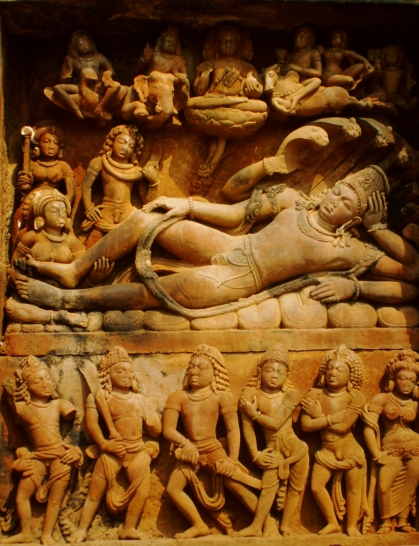
Панель с возлежащим Вишну
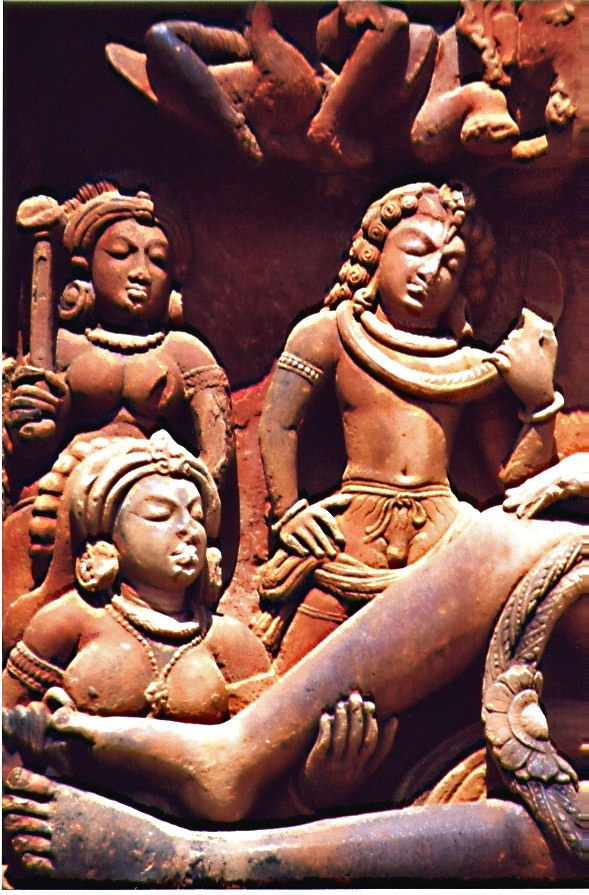
Фрагмент панели с Сударшаной в лице мужчины с чакрой (справа) и гада-деви в лице женщины с булавой (слева)

В современной живописи Сударшана чаще изображается в виде сияющего кольца света — брахмачакры. Его можно видеть окружающим поднятый вверх указательный палец Вишну и его аватар.

## Сударшана в священных текстах
В Ригведе Сударшана — это солнечное колесо, сияющий символ могущества и времени. Сударшана принадлежит богу Индре («Индра похитил колесо солнца..») как владыке Поднебесья. В Махабхарате Кришна использует Сударшану как оружие. Он получает Сударшану от бога Агни за содействие ему в противостоянии Индре при сожжении леса Кхандавы. Летящий диск уничтожает демонов, обезглавливает Шишупалу, а при Раджасуя-яджне — царя Юдхиштхиру :

Великий Вишну тоже подумал о (своём) диске, сокрушителе данавов. И тогда, как только об этом подумал (Господь), явился с небес сверкающий великим блеском диск Сударшана, разящий врагов. Превосходный, с непритупляющимися краями, он был подобен огню, ужасен и неотразим. И когда диск появился, испуская блеск пылающего огня и наводя ужас, Ачьюта с руками, подобными хоботу слона, метнул тогда тот быстрый и стремительный (снаряд), сверкающий сильным блеском и сокрушающий вражеские города. Блистая подобно разрушительному огню (при гибели мира), он вновь и вновь обрушивался со всей стремительностью, И брошенный в сражении рукою высочайшего из верховных существ тот (диск) крошил тысячами сыновей Дити и Дану.
— Махабхарата, Адипарва, Глава 17
В Рамаяне Вишну в форме Пурушоттамы на вершине горы Чакравана убивает демона по имени Хаягрива и отнимает у него чакру, то есть Сударшану:

Посреди океана стоит гора Чакравана, где Вишвакарман выковал диск с тысячей зубцов, который вместе с раковиной забрал себе Шри Вишну, Верховный Господь, убив Панчаджану и данаву Хаягриву.— Рамаяна, Книга IV. Кишкиндха (Кишкиндха Канда), текст 42
В Шива-Пуране Шива дарит Сударшану Вишну в ответ на подношение ему 999 цветков лотоса и одного из его глаз:

И когда Вишну предложил собственный глаз, превратив его в цветок лотоса, Шива заговорил с ним: — Ты выразил свое почтение и свою преданность, проси, что хочешь, я готов выполнить любую твою просьбу. — Мне нужно средство, оружие, которое поможет справиться с асурами (демонами). — Возьми этот диск. Он поможет тебе уничтожить любого врага. Сколько бы не было демонов вокруг, диск уничтожит их всех и будет послушен только тебе, Великий Защитник.
— Шива-Махапурана
Согласно Пуранам Сударшана создаётся мастером Вишвакарманом. Дочь Вишвакармана по имени Санджана находилась замужем за солнечным богом Сурьей. Однако из-за обжигающего жара и ослепительного сияния она не могла приблизиться к Солнцу. Санджана пожаловалась об этом отцу и Вишвакарман заставил солнце светиться меньше, чтобы его дочь могла его обнять. Частицы Сурьи была собраны Вишвакарманом и превращены в три божественные объекта: летающую колесницу, трезубец Шивы и Сударшану. Согласно описанию Сударшана имеет в двух рядах десять миллионов огненных языков, которые движутся в противоположных направлениях.
В Бхагавата-Пуране описывается неумолимое действие Сударшаны:

Всевышний Господь всегда помогает Своим преданным, и, чтобы защитить Амбаришу, Он послал Сударшана-чакру, которая мгновенно уничтожила демона и погналась за Дурвасой, завидующему Амбарише….По велению Господа Вишну Дурваса немедленно вернулся к Амбарише и припал к его стопам. Махараджа Амбариша, по природе смиренный, кроткий и не злопамятный, вознес молитву к Сударшане-чакре с просьбой пощадить Дурвасу.
— Мистерии Бхагаваты Пураны. Песни 1-12.

## Поклонение Сударшане
Ранее поклонение Сударшане осуществлялось в поздний период династии Пала, свидетельством чему являются редкие изображения чакры из Бенгалии. Первые антропоморфные формы чакры и раковины появляются на севере и востоке Индии. Найденное в области Гая каменное мурти танцующего Сударшаны датируется VI или VIII веком. Уникальные изображения Сударшаны вместе с Варахой были обнаружены в Раджгире и относятся к VII веку. Большую известность получило каменное изображение Вишну, вырезанное в скале в Махабалипураме (Тамилнад), которое, как полагают, создано в VII веке. Оно находится в мандапе храма Махишасурамардини (Дурги). В пещерном храме в Килмавилангай (Тамилнад) найдено каменное изваяние стоящего четырёхрукого Вишну. В руках он держит чакру и раковину, однако Сударшана изображён без огня. Изображения огненной чакры с языками пламени возникают в Южной Индии в конце виджаянагарской эпохи.

Сударшана в храме комплекса Махабалипурам (Тамилнад)
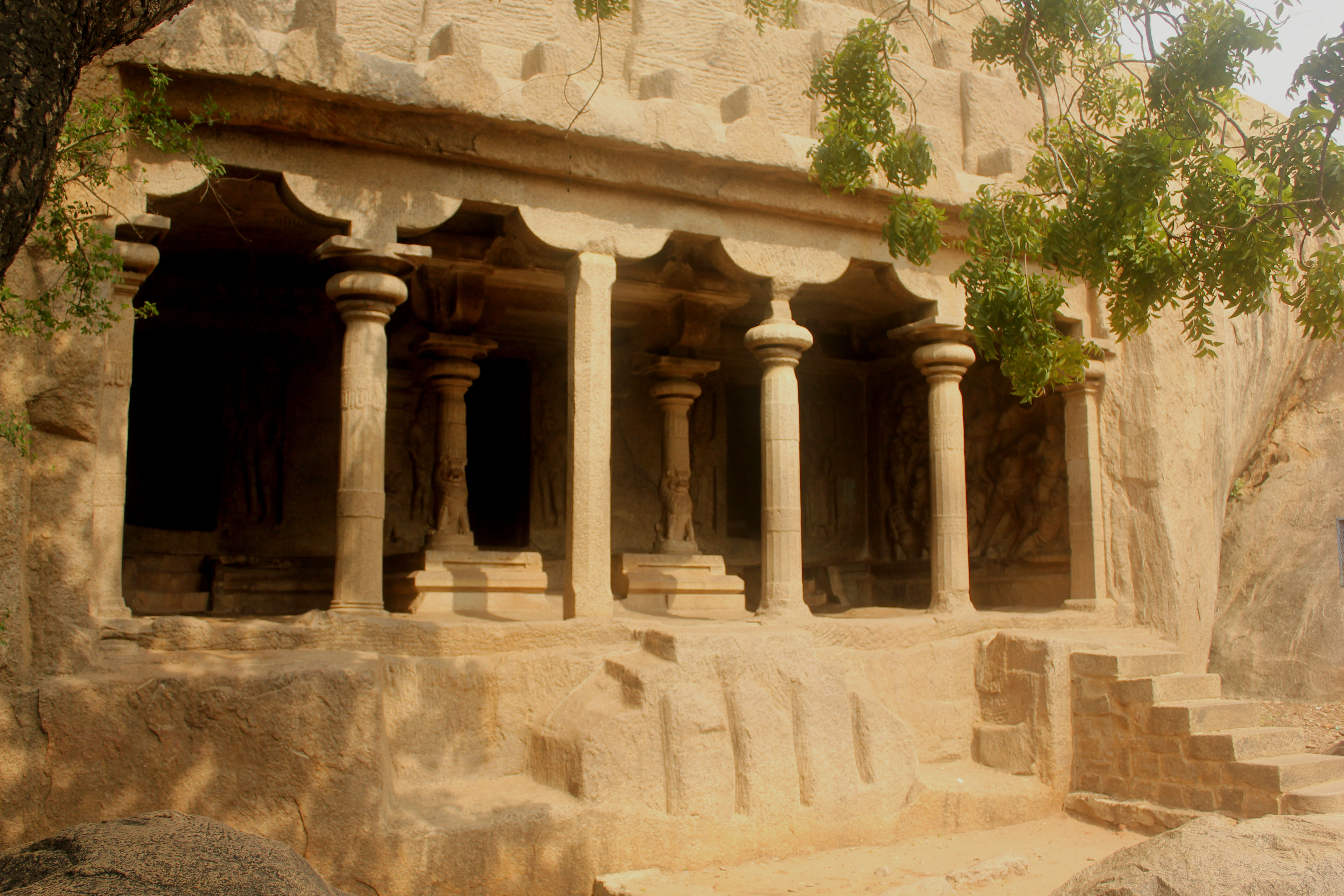
Мандапа храма Махишасурамардини в Махабалипураме
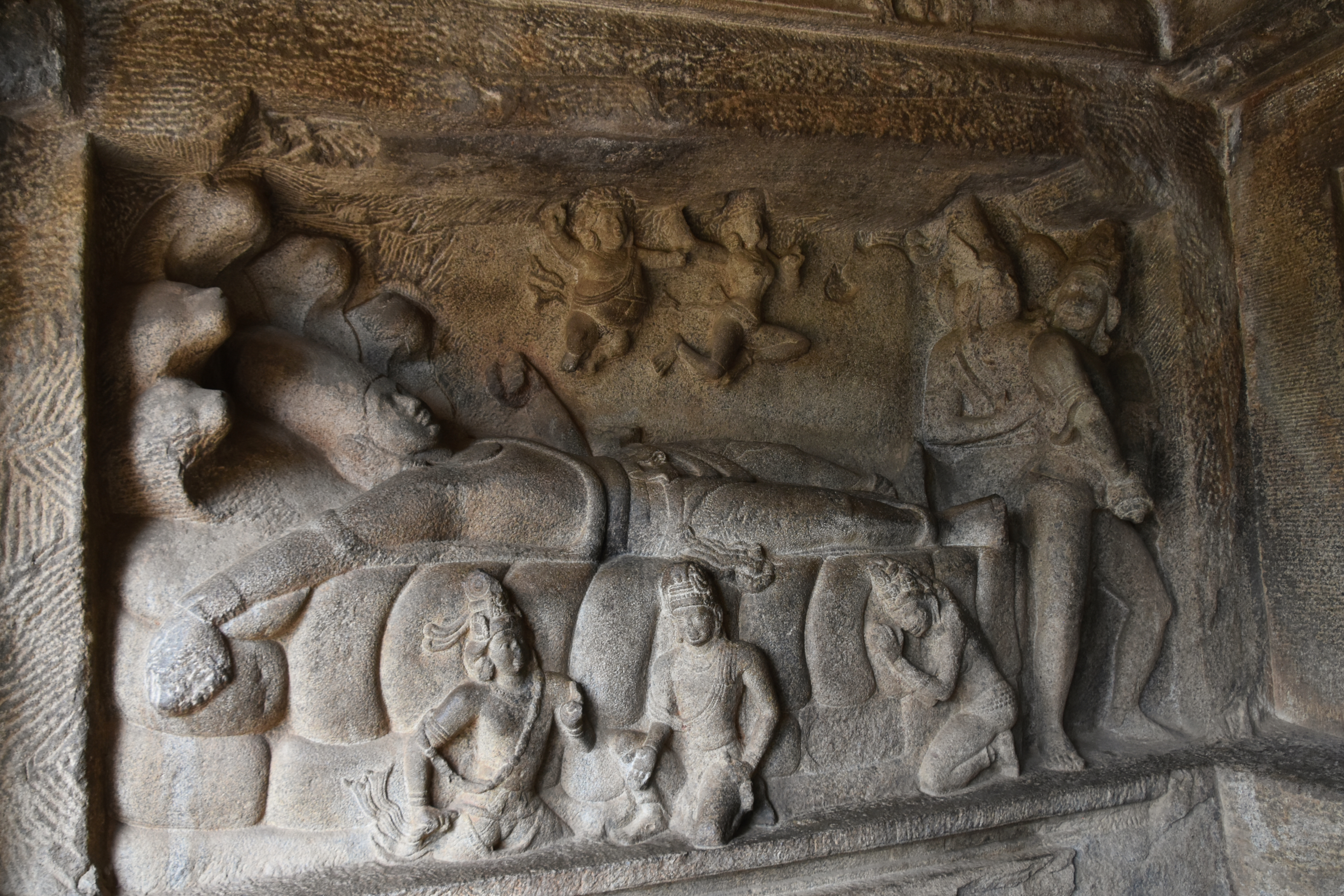
Общий вид панели с возлежащим Вишну
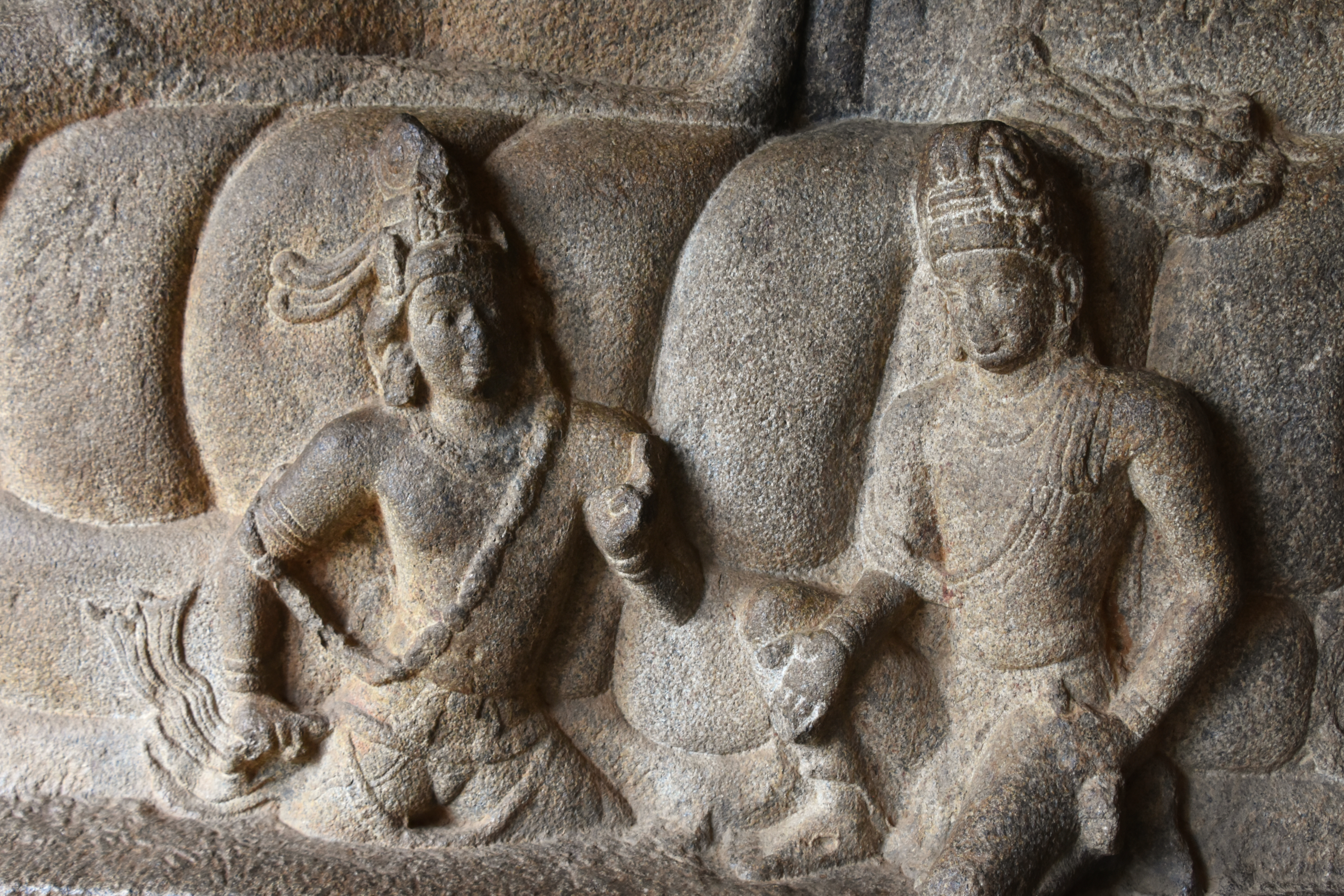
Персонификация атрибутов Вишну: чакра (слева) и меч нандаки (справа)

Первое известное бронзовое мурти Сударшаны, находящееся в частной коллекции в Бомбее, датируется XIII веком. В течение следующих веков изваяния являются редкостью и вновь появляются с XVI столетия. Однако это не означает отсутствие поклонения Сударшане в течение десятилетий. Сохранилось несколько святынь Сударшаны в Южной Индии, по крайней мере, с XI века. В частности, храм Читра Ратха Валлабха Перумал возле Мадурая (Sri Chitraratha Vallaba Perumal Temple, 10°03′40″ с. ш. 77°55′07″ в. д.) или храмовый комплекс Шрирангама (Chakkarathalwar Sannidhi, 10°51′45″ с. ш. 78°41′09″ в. д.). Пример храма, полностью посвящённого Сударшане, можно найти в Хампи, изваяния которого датируются XV или XVI веком.
Самостоятельное поклонение Сударшане тесно связано с формированием шри-вайшнавизма. Земным воплощением Сударшаны считался Рамануджа, которого последователи отождествляли с диском Вишну. Внимание, уделённое Рамануджей Сударшане как одному из атрибутов Вишну, положило начало ритуальному поклонению Сударшане. Вместе с шри-вайшнавизмом наибольшее распространение культ Сударшаны получил в Южной Индии. Сударшане посвящены изображения и тексты, которые появляются с XIII века, в то время как культ достигает пика в XV столетии. В честь Сударшаны один из основных учителей шри-вайшнавизма, Ведантадешика (1268—1369), сочинил два гимна, которые используются в ритуалах. Ими являются «Сударшана Стути» (англ. Sudarshana Stuthi) и «Сударшана Аштакам» (англ. Sudarsana Ashtakam). Последний гимн, как правило, исполняется в ходе окончания огненного жертвоприношения Сударшане. В традиции шри-вайшнавизма, сохраняющейся в Шрирангаме, Канчипураме, Майлапоре и других городах Южной Индии, яджны Сударшане (англ. Shri Sudarshana Maha Homam) проводятся регулярно.

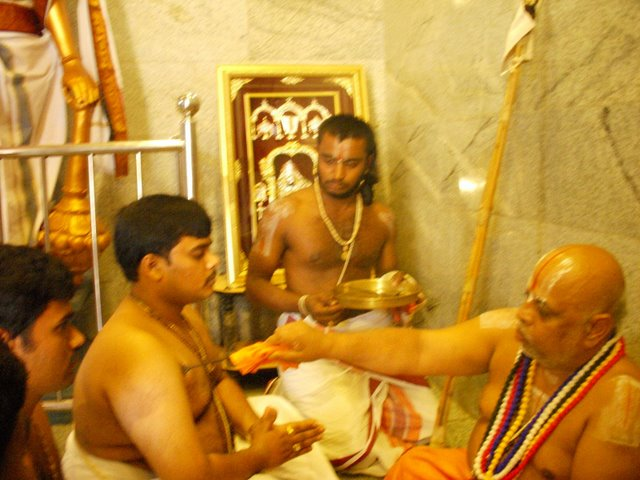
Дикша в шри-вайшнавизме: ачарья ставит отпечаток Сударшаны на плече молодого вайшнава

В вайшнавизме символ Сударшаны ставится раскалённым металлом на теле последователя. В шри-вайшнавизме ритуал проводится только один раз в жизни во время инициации, когда учитель посвящает ученика в мантру. Однако в Мадхва-сампрадае отпечаток Сударшаны на теле может проставляться в ритуале «тапта мудра дхарана» (англ. Tapta Mudra Dharana) неограниченное число раз. Ритуал проводится в день шаяни-экадаши или одиннадцатый лунный день месяца ашадхи (июнь-июль).
Металлические штемпели из золота, серебра или меди с изображением атрибутов Вишну нагреваются на углях в ходе хомы (яджны). Затем ими прижигают некоторые участки тела, после чего на коже остаётся узор от ожога. Взрослым мужчинам отпечатки атрибутов могут проставляться в пяти местах на руках и груди. Женщинам и детям они ставятся только два раза на руках. «Тапта мудра дхарана» пользуется среди верующих индусов популярностью и проводится санньяси из Мадхва-сампрадаи в храмах Кришны ежегодно. В Индии считается, что ритуал оказывает положительное влияние на нервную систему и активирует чакры.

## Официальный культ Сударшаны и военная угроза

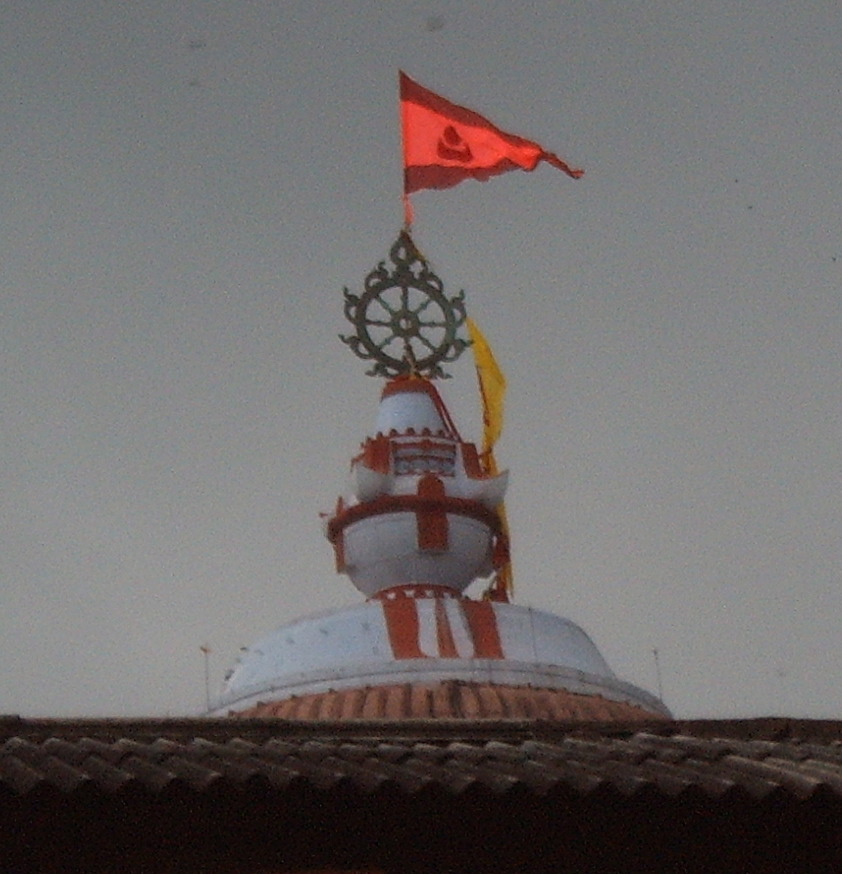
Сударшана на вершине храма Джаганнатха в Пури

Высказывается правдоподобная гипотеза, что распространение поклонения Сударшане объясняется угрозой мусульманского вторжений с Северной Индии. Стремясь избежать политического сокрушения, правители Южной Индии развили культ поклонения Сударшане. В текстах Ahirbudhnya Samhita, описывающих поклонение Сударшане, особое место отводится представителям царского двора. В частности, только представитель царской семьи (раджа) наделён правом на молитву и янтру. Члены царского двора могут ему способствовать за счёт участия в ритуале. Ahirbudhnya Samhita подчёркивает, что неполная вера в силы Сударшаны способна привести к разрушительным последствиям для княжества (потеря богатства, поражение и преследование). Поклонение Сударшане должно было принести ощутимые плоды: защитить раджу и его семью, а также княжество, обеспечить победу над противниками, как земными врагами, так и демонами. Таким образом, развитие культа Сударшаны активно поддерживалось правителями княжеств, что объясняет его широкое распространение в Южной Индии в период борьбы с северными султанатами. Это не могло не отразиться на статусе Сударшаны. Он постепенно развился от атрибута Вишну до самостоятельного божества.

## Мантры Сударшаны
| Мантра                            | Текст | Образец воспроизведения |
| --------------------------------- | --- | ----------------------- |
| Sudarshan Chakra Mantra           | Om Sudarshn Chakray Mam Sarv Karya Vijayam Dehi Dehi Om Phat | Аудиозапись             |
| Sri Sudarshana Gayatree Mantra    | Om sudarshaNaaya vidmahe mahaaJvaaLaaya Dheemahi \|tannah chakrah praChodaYaat \|\| | Аудиозапись             |
| Sri Sudarshana Mala (Mula) mantra | Om Shreem Hreem Kleem krushNaaya GovinDaaya Gopeejana vallaBhaaya, paRaaya paramapuruShaaya paraMaatmane \|parakarma mantra yantra tantra oushadha astra shasTraani samhara samhara mrutyor Mochaya Mochaya \| Om namo bhagavate maHaa sudarshaNaaya \| Deeptre JvaaLaa pareeTaaya sarvadiKshobhana kaRaaya hum phat brahmane paramJyotishe sahaSraara hum phat \|\| | Аудиозапись             |

## Известные храмы Сударшаны в Индии

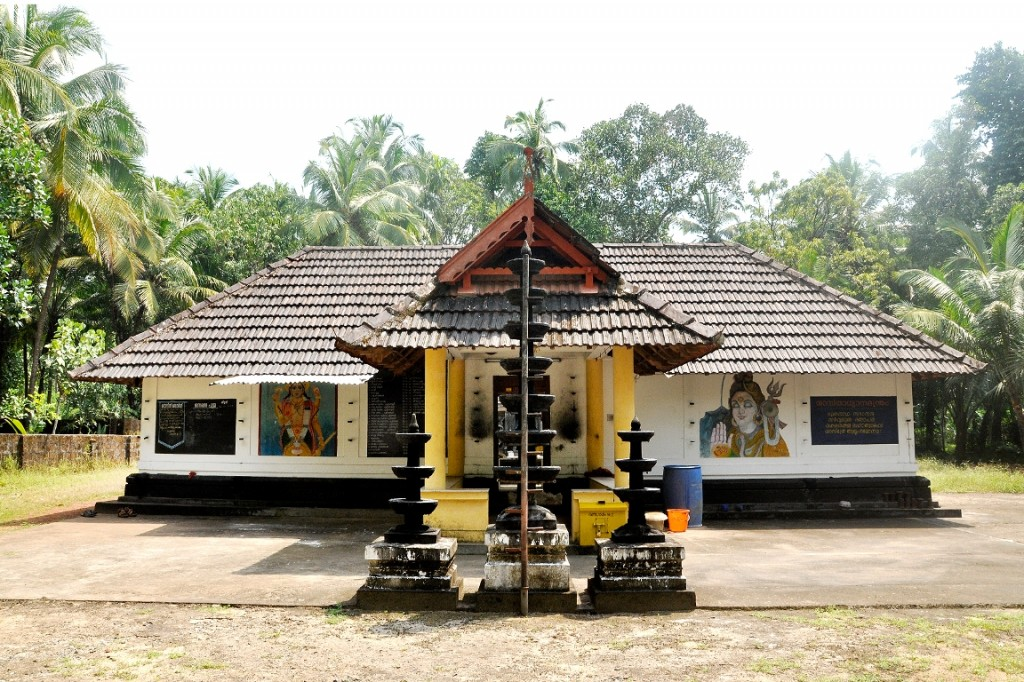
Храм Narayanathu Kavu Sudarsana в Керале

| Храм                                  | Местоположение                            | Ссылка                                                              |
| Ayyarvattom Maha Sudarshana Temple    | Керала: 11°21′12″ с. ш. 75°50′20″ в. д.   | Веб-сайт храма                                                      |
| Sri Narayanathu Kavu Sudarsana Temple | Керала: 10°52′03″ с. ш. 75°56′26″ в. д.   | Веб-сайт храма                                                      |
| Arulmigu Chakrapani Swami Temple      | Тамилнад: 10°57′48″ с. ш. 79°22′13″ в. д. | Веб-сайт храма                                                      |
| Thirumohoor Kalameghaperumal Temple   | Тамилнад: 9°57′03″ с. ш. 78°12′18″ в. д.  | Веб-сайт храма Архивная копия от 28 февраля 2016 на Wayback Machine |
| Thirumittakode Anchumoorthi temple    | Керала: 10°47′27″ с. ш. 76°10′01″ в. д.   | Веб-сайт храма Архивная копия от 28 февраля 2016 на Wayback Machine |
| Thuravoor Narasimhamoorthy Temple     | Керала: 9°46′04″ с. ш. 76°18′53″ в. д.    | Веб-сайт храма                                                      |

## Сударшана в буддизме

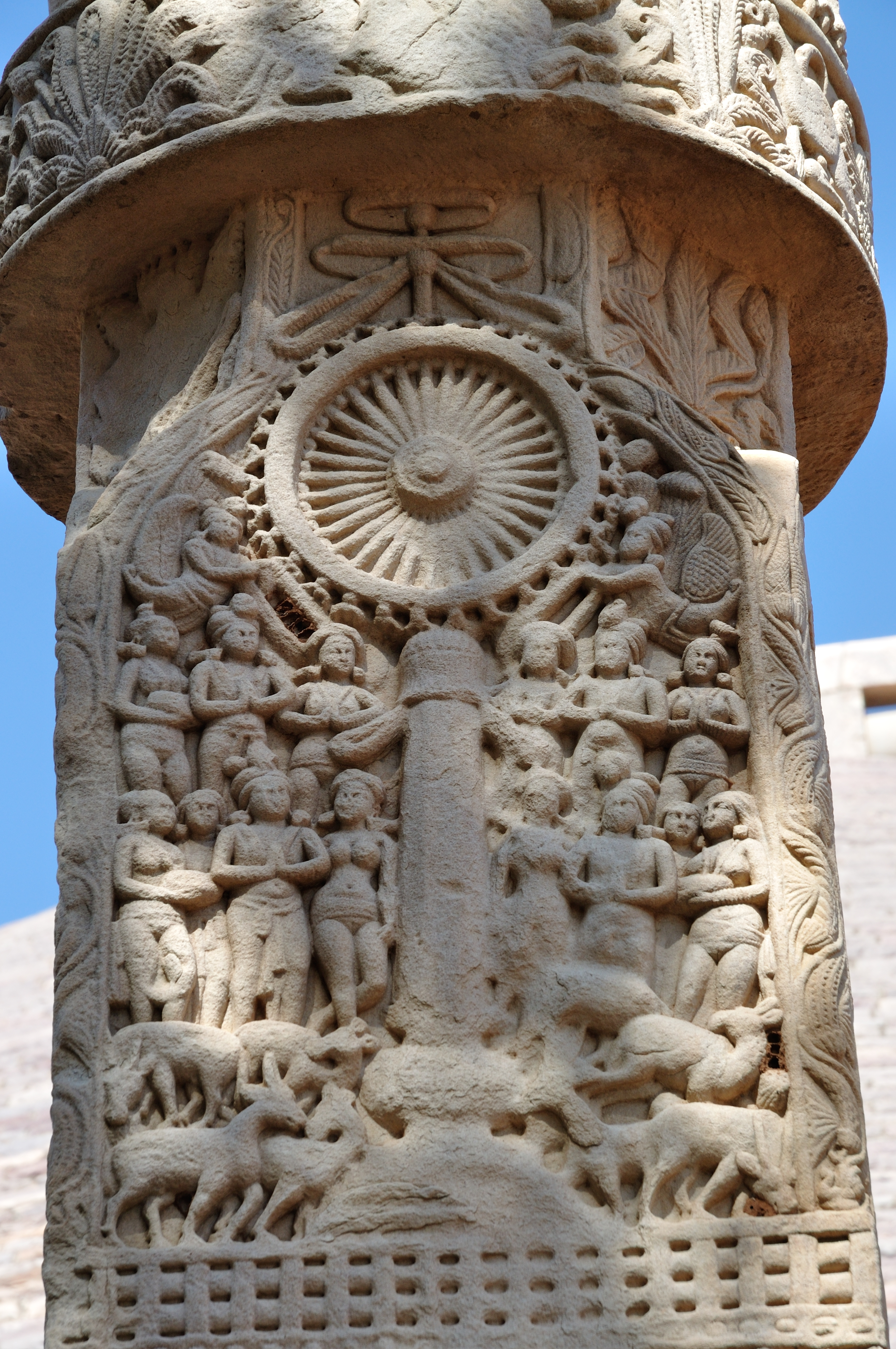
Барельеф с Дхармачакрой на колонне буддистской ступы в Санчи

Буддизм принял Сударшану-чакру как основной символ «вращающего колесо» чакравартина, или «вселенского монарха». В буддизме он определяется как Дхармачакра, или «колесо Дхармы» учений Будды. Тибетский термин для Дхармачакры (тиб. chos kyi `khor lo) буквально означает «колесо преобразования», или духовного изменения. Быстрое движение колеса символизирует стремительное духовное преобразование, раскрывающееся в учениях Будды. Сравнение колеса с вращающимся оружием чакравартина представляет его способность рассекать все препятствия и заблуждения.
Первая беседа Будды в Оленьем парке в Сарнатхе, где он впервые учил Четырём благородным истинам и Восьмеричному благородному пути, известна как «первый поворот колеса Дхармы». Последующие проповеди Будды в Раджгире и Шравасти известны как «второй и третий повороты колеса Дхармы». Три составляющих колеса — ступица, спицы и обод — символизируют три аспекта буддийских учений об этике, мудрости и концентрации. Центральная втулка представляет нравственную дисциплину, которая центрирует и стабилизирует ум. Острые спицы символизируют мудрость или различающее осознание, рассекающее неведение. Обод представляет медитативное сосредоточение, которое как окружает, так и содействует движению колеса. Колесо с восемью спицами символизирует Восьмеричный благородный путь Будды и передачу учений в восьми направлениях.